# Papuacalia
Papuacalia é um género de planta com flor pertencente à família Asteraceae. 
A autoridade científica da espécie é Veldkamp, tendo sido publicada em Blumea 36(1): 168. 1991.
Trata-se de um género aceite pelo sistema de classificação filogenético Angiosperm Phylogeny Website

## Espécies
Segundo a base de dados The Plant List tem 27 espécies descritas das quais 17 são aceites:
- Papuacalia aurea Veldkamp
- Papuacalia carstenszensis (P.Royen) Veldkamp
- Papuacalia dindondl (P.Royen) Veldkamp
- Papuacalia gandin (P.Royen) Veldkamp
- Papuacalia glossophylla (Mattf.) Veldkamp
- Papuacalia kandambren (P.Royen) Veldkamp
- Papuacalia kukul (P.Royen) Veldkamp
- Papuacalia milleri D.J.N.Hind & R.J.Johns
- Papuacalia mogrere (P.Royen) Veldkamp
- Papuacalia ottoensis (P.Royen) Veldkamp
- Papuacalia sandsii D.J.N.Hind & R.J.Johns
- Papuacalia saruwagedensis (Mattf.) Veldkamp
- Papuacalia titoi D.J.N.Hind & R.J.Johns
- Papuacalia valentini Veldkamp
- Papuacalia veldkampii D.J.N.Hind
- Papuacalia versteegii (Mattf.) Veldkamp
- Papuacalia yuleensis Veldkamp